# Ligårds mosse

Ligårds mosse är en större vattensamling som ligger cirka 500 meter väster om Svankälla våtmarkspark i primärområdet Kärra i Göteborgs kommun. Mossen är till större delen omgiven av sankmark, vilket gör den väldigt svåråtkomlig. Själva mossens vegetationsrika miljö består till större delen av vass och näckrosor. 
Området lockar till sig fågelarter som bland annat kanadagäss. I mossen ska det finnas fiskarter som bland annat gräskarp, fjällkarp och ruda. Storleken på dessa varierar, rudor på 3-4 hekto är vanliga liksom gräskarpar på flera kilo. Det finns dock inga detaljerade uppgifter om fjällkarparnas storlek, eftersom de endast existerar i ett fåtal.